# Famille Peccot
Pour les articles homonymes, voir Peccot.
 (novembre 2024).
La famille Peccot de Nantes est une famille dont les membres ont joué un rôle important dans l'architecture et les lettres de cette ville aux XVIIIe siècle et XIXe siècle.

## Antoine Peccot (1737-1794)
Né le 13 juin 1737 à Indre.
Il est tailleur de pierre, puis architecte de la ville de Nantes au XVIIIe siècle, à la suite de Jean-Baptiste Ceineray et de Mathurin Crucy, dont il épouse la sœur.
Décédé le 1er pluviôse an II (20 janvier 1794) - Nantes, 44

## Louis Peccot (1770-1842)
Né le 3 octobre 1770, il est architecte de la ville de Nantes.
Marié à Françoise Elisabeth Lachau de Reveillas, il est le père de Fanny Peccot.
Il meurt le 22 février 1842 à Nantes.

## Mathurin Peccot (1778-1852)
Né le 10 février 1778 à Nantes, Mathurin Michel Peccot est architecte-voyer de la ville de Nantes.
Il est adjoint au maire de Nantes.
Il meurt le 26 août 1851 à Nantes.

## Antoine Peccot (1804-1848)
Né le 25 février 1804 à Nantes, il est le fils d'Antoine Peccot (1766-1814)
Homme de lettres et de science, artiste, il devient bibliothécaire de la ville de Nantes et membre de la Société académique de Nantes et de Loire-Atlantique en 1840.
Il épouse sa cousine, Angélique Girard de La Barre.
Il décédé le 28 juillet 1848  à Nantes.

## Françoise-Élisabeth Peccot, dite Fanny Peccot (1819-1896)
Fille de Louis Peccot (177à-1842), elle est bienfaitrice de Nantes.

## Galerie

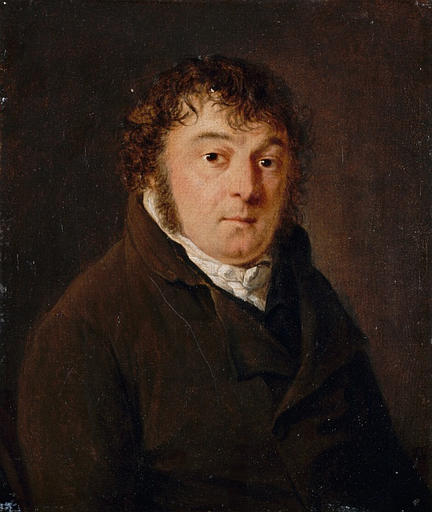
Antoine Peccot (1766-1814)
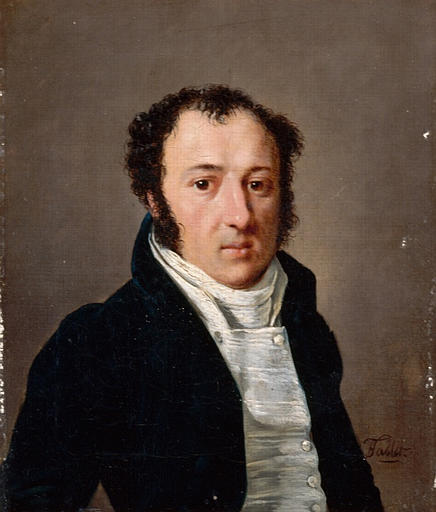
François Peccot
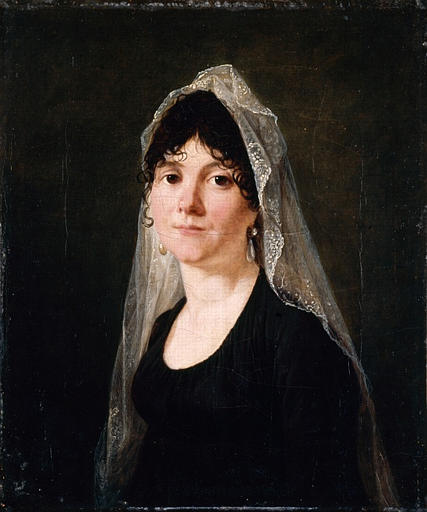
Mme Peccot
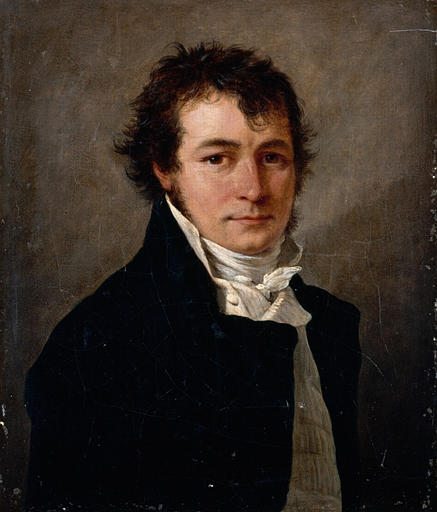
Mathurin-Michel Peccot (1778-1852)
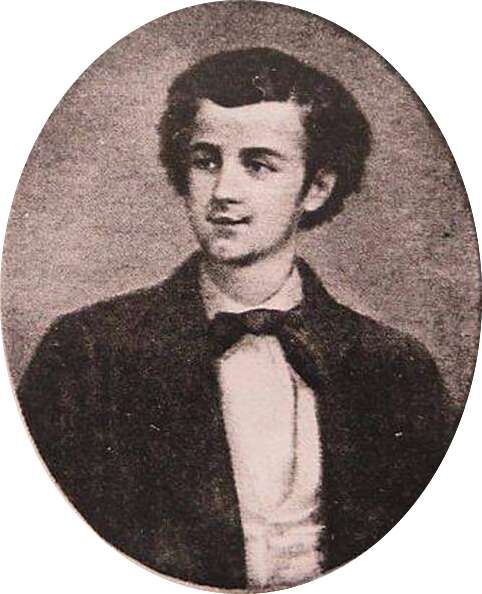
Claude-Antoine Peccot (1856-1876)